# Deutsche Akkreditierungsstelle
Die Deutsche Akkreditierungsstelle GmbH (DAkkS) ist eine privatwirtschaftliche Organisation in Deutschland, deren Anteilseigner mehrheitlich Bund und Länder sind. Sie nimmt die Funktion der nationalen Akkreditierungsstelle der Bundesrepublik Deutschland wahr. Sitz ist in Berlin, Braunschweig und Frankfurt/Main. Im Sinne des § 1 Abs. 4 des Verwaltungsverfahrensgesetzes ist die DAkkS eine Behörde.

## Aufgabe
Die DAkkS beschreibt ihre Aufgabe als Akkreditierungsstelle selbst vereinfacht mit „staatliche Prüfung der Prüfer“. Zielgruppe sind Stellen zur Konformitätsbewertung, die Prüfungen im hoheitlichen Auftrag erbringen. Dazu zählen zum Beispiel:
- medizinische und technische Laboratorien
- Materialprüfanstalten
- Technische Prüforganisationen wie TÜV, Dekra, GTÜ und KÜS
- Hersteller von Referenzmaterialien
- Zertifizierungsstellen, z. B. für die Zertifizierung von Qualitätsmanagementsystemen nach ISO 9001

Aufgabe der DAkkS ist es also, diese Stellen wiederum regelmäßig zu überprüfen, ihre Unabhängigkeit, Kompetenz und Arbeitsweise anhand internationaler Normen zu bestätigen und sie damit staatlich zu akkreditieren.

## Gründungsgeschichte
Im Zuge der europäischen Verordnung (EG) Nr. 765/2008 (Artikel 4 Absatz 1) müssen alle EU-Mitgliedstaaten ab 1. Januar 2010 eine einzige nationale Akkreditierungsstelle benennen. In Verbindung mit dem Akkreditierungsstellengesetz (AkkStelleG) musste die Dachorganisation Deutscher Akkreditierungsrat (DAR) mit den folgenden vier Fachgesellschaften für bestimmte Gebiete  im öffentlichen Interesse zur DAkkS fusionieren:
- Deutsche Akkreditierungsstelle Chemie (DACH)
- Deutscher Kalibrierdienst (DKD)
- Deutsches Akkreditierungssystem Prüfwesen (DAP)
- Trägergemeinschaft für Akkreditierung (TGA)
  - Über eine vorweggenommene Fusion enthält die TGA auch die Deutsche Akkreditierungsstelle Technik (DATech)

## Organisation
Die DAkkS ist eine privatwirtschaftliche Organisation, die beliehene hoheitliche Aufgaben wahrnimmt. Die DAkkS arbeitet nicht gewinnorientiert. Bei Tätigkeiten der hoheitlichen Akkreditierung unterliegt die DAkkS dem deutschen Verwaltungsverfahrensgesetz (VwVfG) und weiteren verwaltungsrechtlichen Vorgaben
Die GmbH-Anteilseigner der DAkkS sind jeweils zu einem Drittel:
- die Bundesländer, vertreten durch die Länder Bayern, Hamburg und Nordrhein-Westfalen (Stand 2017, früher: Bayern, Hamburg, Niedersachsen, Nordrhein-Westfalen und Sachsen-Anhalt.[5])
- die Bundesrepublik Deutschland, vertreten durch das Bundesministerium für Wirtschaft und Energie und
- die Deutsche Wirtschaft, vertreten durch den Bundesverband der Deutschen Industrie.

Die Bundesländer wurden primär beteiligt, um die bestehenden Organisationen der Länder leichter in die DAkkS zu überführen, „wodurch parallele Strukturen und Aktivitäten auf Landesebene verzichtbar werden“.

## Kritik
Rechtliche Anforderungen im  Zusammenhang  mit  einer  Behörde  werden umgangen, indem die hoheitlichen Aufgaben auf eine privatrechtliche Institution übertragen werden.
In einer gemeinsamen Erklärung kritisierten im Herbst 2017 die drei Verbände Eurolab-D, der Verband der Materialprüfungsanstalten (VMPA) und der Verband Unabhängiger Prüflaboratorien (VUP) die vom Bundeswirtschaftsministerium (BMWi) vorgelegte Reform der Gebührenverordnung für die Akkreditierungsstelle. Die Preissteigerungsrate schade dem Mittelstand und somit dem Wirtschaftsstandort Deutschland.